# Pratt & Whitney PW1000G
Le Pratt & Whitney PW1000G est un moteur turboréacteur à double flux de type turbosoufflante à engrenages, actuellement sélectionné pour être le moteur exclusif des Airbus A220 (ex-Bombardier CSeries), Embraer 175, 190 et 195-E2 ainsi que sur les Mitsubishi MRJ et Irkout MS-21 (prevu, mais sous embargo) et, en option sur l'A320 neo. Le projet fut précédemment connu sous le nom anglais de Geared Turbofan (GTF) et originellement l’Advanced Technology Fan Integrator (ATFI). Environ trois mille exemplaires sont construits entre 2008 et 2023.

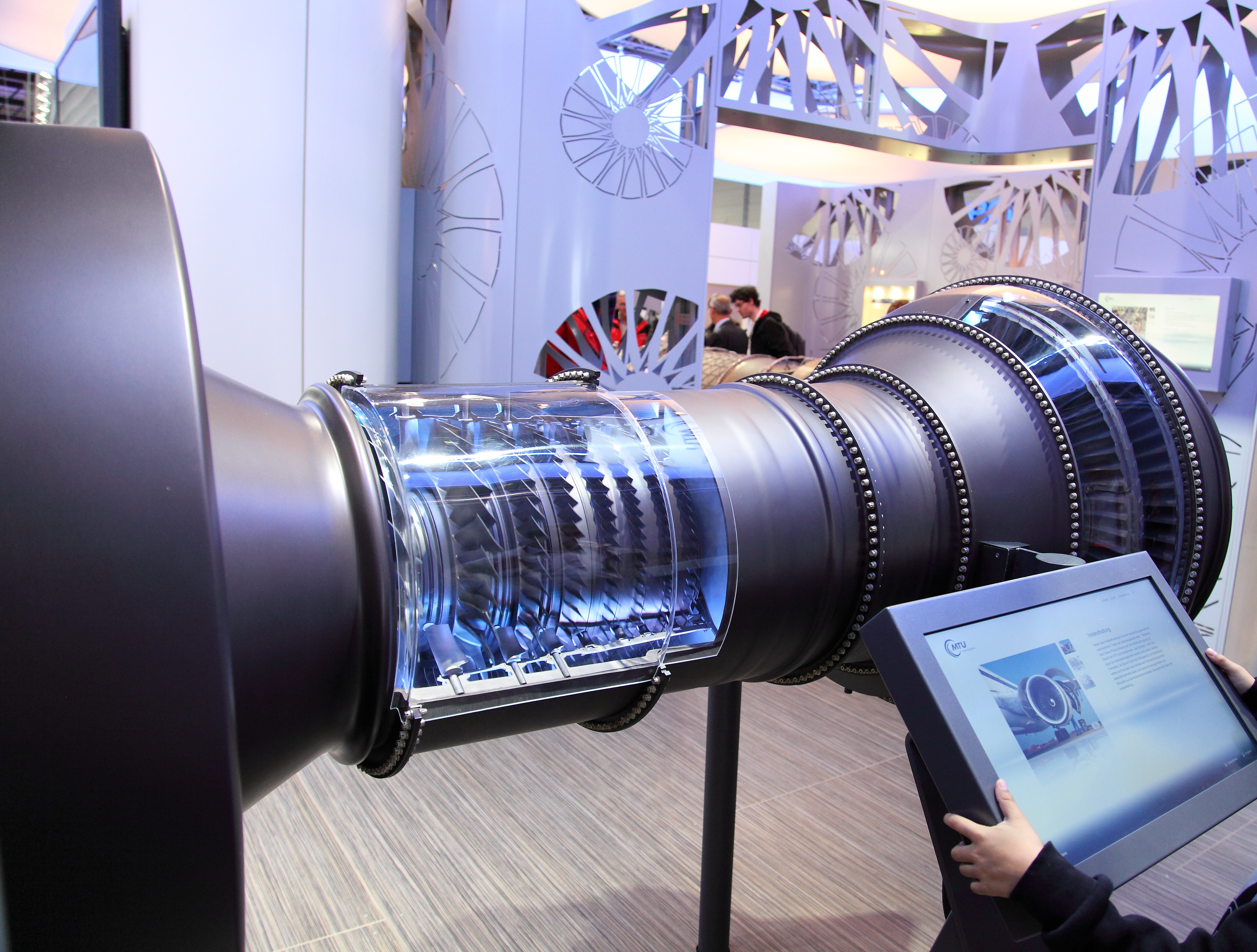
Un PW1000G exposé au Salon aéronautique international de Berlin 2012.

La version PW1200 destinée au Mitsubishi SpaceJet est devenue en 2020 le premier moteur de ce type assemblé au Japon. Ce programme d'avion étant officiellement abandonné en 2023.

## Problème
En juillet 2023, la maison-mère de Pratt & Whitney, RTX, annonce que 1 200 PW1100G produits entre le quatrième trimestre 2015 et le troisième trimestre 2021 allaient devoir subir une inspection anticipée à cause d’un défaut dans une poudre de métal pour fabriquer des disques de turbine haute pression. Cela entraîne des centaines d'A320neo en maintenance anticipée. Le groupe explique que ce problème n’occasionne pas de danger immédiat, mais entraîne un risque d’usure précoce. RTX s'attend à une perte de trois milliards de dollars pour le troisième trimestre 2023 à la suite de cela.
En 2024, près de 500 A320neo seraient immobilisés au sol en attente d'une inspection anticipée. Les estimations voient alors les opérations de maintenance se poursuivre jusqu'en 2026.